# Domenico Tedesco
Domenico Tedesco (Rossano, 12 september 1985) is een Italiaans-Duits voetbalcoach. Van februari 2023 tot januari 2025 was hij bondscoach van de Belgische nationale ploeg. Eerder was hij trainer van onder andere Schalke 04 en RB Leipzig. Tedesco begon reeds op jonge leeftijd als trainer, zonder ooit op een hoog niveau actief te zijn geweest als speler.

## Jeugd
Tedesco werd geboren in het Italiaanse Rossano. Op tweejarige leeftijd verhuisden hij en zijn ouders naar Landkreis Esslingen in Duitsland. Hij studeerde er handelsingenieur (bachelor) en behaalde nadien een master in innovatiemanagement. Nadien studeerde hij voor zijn trainersdiploma aan de Hennes-Weisweiler Akademie, waar hij als beste van zijn groep eindigde vóór Julian Nagelsmann. Hoewel voetbal al van jongs af aan een passie van hem was, ambieerde hij geen professionele spelerscarrière. Hij was een tijdje actief als sportjournalist voordat hij zich voltijds richtte op een carrière als coach.

## Trainerscarrière
Tedesco begon in 2008 als jeugdcoach bij VfB Stuttgart. In 2015 stapte hij over naar Hoffenheim.

### Erzgebirge Aue
In maart 2017 werd Tedesco voorgesteld als coach van de Duitse tweedeklasser FC Erzgebirge Aue, dat zich op dat moment in de degradatiezone bevond. Zijn eerste job als hoofdcoach was dus meteen een uitdaging. Hij debuteerde met een 1-0-overwinning tegen Karlsruher SC. Op 21 mei verzekerde Erzgebirge een veertiende plaats in het klassement en dus het behoud in de tweede klasse na een zege tegen Fortuna Düsseldorf. In totaal pakte Tedesco 20 punten in elf wedstrijden. Aan het einde van het seizoen vertrok hij bij Erzgebirge.

### Schalke 04
In mei 2017 werd bekend dat Tedesco de nieuwe coach zou worden van FC Schalke 04. De club was zojuist op een tiende plaats geëindigd in de Bundesliga en had zo voor de eerste keer in zeven seizoenen Europees voetbal misgelopen.
Onder de leiding van Tedesco herleefde Schalke, wat zich uitte in enkele opvallende resultaten. Zo speelden Die Königsblauen op 25 november 2017 4-4 gelijk in de derby tegen Borussia Dortmund, terwijl ze aan de rust nog 4-0 achter stonden. Verdediger Naldo, die van Tedesco de voorkeur kreeg op clubicoon Höwedes, kopte de gelijkmaker binnen in de slotseconden. Schalke zou het seizoen afsluiten als vicekampioen, de beste eindklassering van de club sinds het seizoen 2009/10.
Het seizoen 2018/19 verliep moeizamer voor Schalke. Na vijf nederlagen op een rij werden de eerste punten van het seizoen pas op speeldag 6 gepakt tegen 1. FSV Mainz 05. Op 14 maart 2019 werd Tedesco ontslagen en opgevolgd door Huub Stevens. Zijn laatste wedstrijd als coach van de club uit Gelsenkirchen was een 7-0-nederlaag tegen Manchester City in de Champions League. Door die zware nederlaag was Schalke Europees uitgeschakeld, terwijl de club het in de competitie moest stellen met een magere veertiende plaats.

### Spartak Moskou
In oktober 2019 werd Tedesco aangesteld als coach van Spartak Moskou. De tienvoudige Russische landskampioen stond op dat moment op de negende plaats in de competitie. Spartak zou het seizoen uiteindelijk afsluiten op de zevende plaats. In december 2020, te midden van de coronapandemie, liet Tedesco weten aan het einde van het seizoen terug te keren naar Duitsland omwille van privéredenen. Dat weerhield hem er niet van een mooi resultaat neer te zetten met Spartak: de club eindigde als tweede in de stand.

### RB Leipzig
In december 2021 ging Tedesco aan de slag als hoofdtrainer bij RB Leipzig, dat na veertien speeldagen slechts elfde stond in de Bundesliga. Onder zijn leiding werd Leipzig uiteindelijk vierde in de competitie. Ook won het de DFB-Pokal. In de finale werd SC Freiburg verslagen na strafschoppen. Tedesco mocht zo zijn eerste prijs als trainer vieren. Het was tevens de eerste hoofdprijs in de geschiedenis van de club.
Het seizoen 2022/23 begon matig voor Leipzig: in de Supercup tegen Bayern München ging het met 3-5 onderuit, terwijl het in de eerste vijf competitiewedstrijden slechts één keer kon winnen. Na een 1-4-nederlaag tegen Sjachtar Donetsk in de Champions League werd Tedesco op 7 september 2022 ontslagen door Leipzig. In praktijk werd hij op non-actief gezet, waardoor hij nog wel recht had op een maandelijkse vergoeding tot het einde van zijn contract in juni 2023. 

### België
Op 8 februari 2023 werd Tedesco benoemd als hoofdtrainer van de Belgische nationale ploeg, de Rode Duivels. Door die aanstelling spaarde hij RB Leipzig zo'n 1 miljoen euro aan salaris uit waar hij nog recht op had. Hij volgde Roberto Martínez op, die zijn contract bij de KBVB niet verlengde na het mislukte WK in Qatar. België werd op dat toernooi uitgeschakeld in de groepsfase. Bij zijn eerste selectie zorgde Tedesco voor een stijlbreuk met zijn voorganger door vaste waardes zoals Axel Witsel en Dries Mertens niet op te roepen en meer in te zetten op jongere spelers. Daarnaast hadden er ook een aantal vaste waardes afgehaakt, waaronder aanvoerder Eden Hazard, waarna Tedesco Kevin De Bruyne tot nieuwe kapitein benoemde. Tedesco debuteerde in een EK-Kwalificatiewedstrijd tegen Zweden met een 0-3-overwinning dankzij drie doelpunten van Romelu Lukaku. 5 dagen later werd hij de eerste coach sinds René Vandereycken in 2006 die zijn eerste 2 matchen met de duivels won, na een 2-3 overwinning in Duitsland.
Nadat De Bruyne langdurig gekwetst raakte, duidde Tedesco ter vervanging zowel Romelu Lukaku en Thibaut Courtois als kapitein aan. Op 17 juni 2023 tegen Oostenrijk kreeg Lukaku de aanvoerdersband en op 20 juni tegen Estland was afgesproken dat Courtois die zou krijgen; Courtois vertrok na de interland tegen Oostenrijk misnoegd naar huis, omdat hij pas derde in de rangschikking voor de leidersband bleek en dit als een gebrek aan respect ervaarde. Zwaar geschrokken liet bondscoach Tedesco de kans toch open voor de doelman terug te keren naar de nationale ploeg.
In 2023 won België onder Tedesco's hoede acht keer en speelde het twee keer gelijk. Het was van 1968 met Raymond Goethals geleden dat de Belgische bondscoach een ongeslagen debuutjaar maakte. Onder de Tedesco wist België zich te plaatsen voor het Europees kampioenschap 2024 in Duitsland. Op 28 mei maakt hij zijn EK-selectie bekend met als grootste verrassing de terugkeer van Axel Witsel, die als centrale verdediger een uitstekend seizoen had gespeeld bij het Spaanse Atletico Madrid. Verder viel op dat de nog nooit eerder geselecteerde Club Brugge-linkerflankverdediger Maxim De Cuyper zou mogen meegaan naar het EK.
Op 17 januari 2025 besliste de KBVB om hem te ontslaan als bondscoach. De Franse coach en voormalig speler Rudi Garcia zou zijn opvolger worden.

## Stijl van coachen
Tedesco is een tactisch wendbare coach die er onder andere bij Erzgebirge Aue en Schalke in slaagde op korte termijn resultaten te boeken. Die successen zijn toe te schrijven aan zijn keuze voor resultaatgericht voetbal. Door af en toe toch te opteren voor een meer verdedigende aanpak streek hij tegen de haren in van RB Leipzig, wat naar verluidt aan de basis van zijn toenmalig ontslag heeft gelegen.
Dat hij als tactisch flexibel wordt beschouwd, berust op de vaststelling dat hij zich aanpast aan het beschikbare spelersmateriaal. Een persoonlijke band met zijn spelers vindt hij ook belangrijk, het liefst in hun taal; daarom spreekt hij naast Duits en zijn moedertaal Italiaans ook Engels, Frans en Spaans. Voor zijn job bij Spartak Moskou zou hij zelfs wat Russisch geleerd hebben.
Tedesco begon reeds op jonge leeftijd als coach. Hij staat bekend als een laptoptrainer, iemand die zich focust op data en statistieken. Een andere Duitse laptoptrainer (die op jonge leeftijd coach werd) is Julian Nagelsmann. Tedesco en Nagelsmann behaalden trouwens samen hun trainersdiploma.